# Frank Woeste

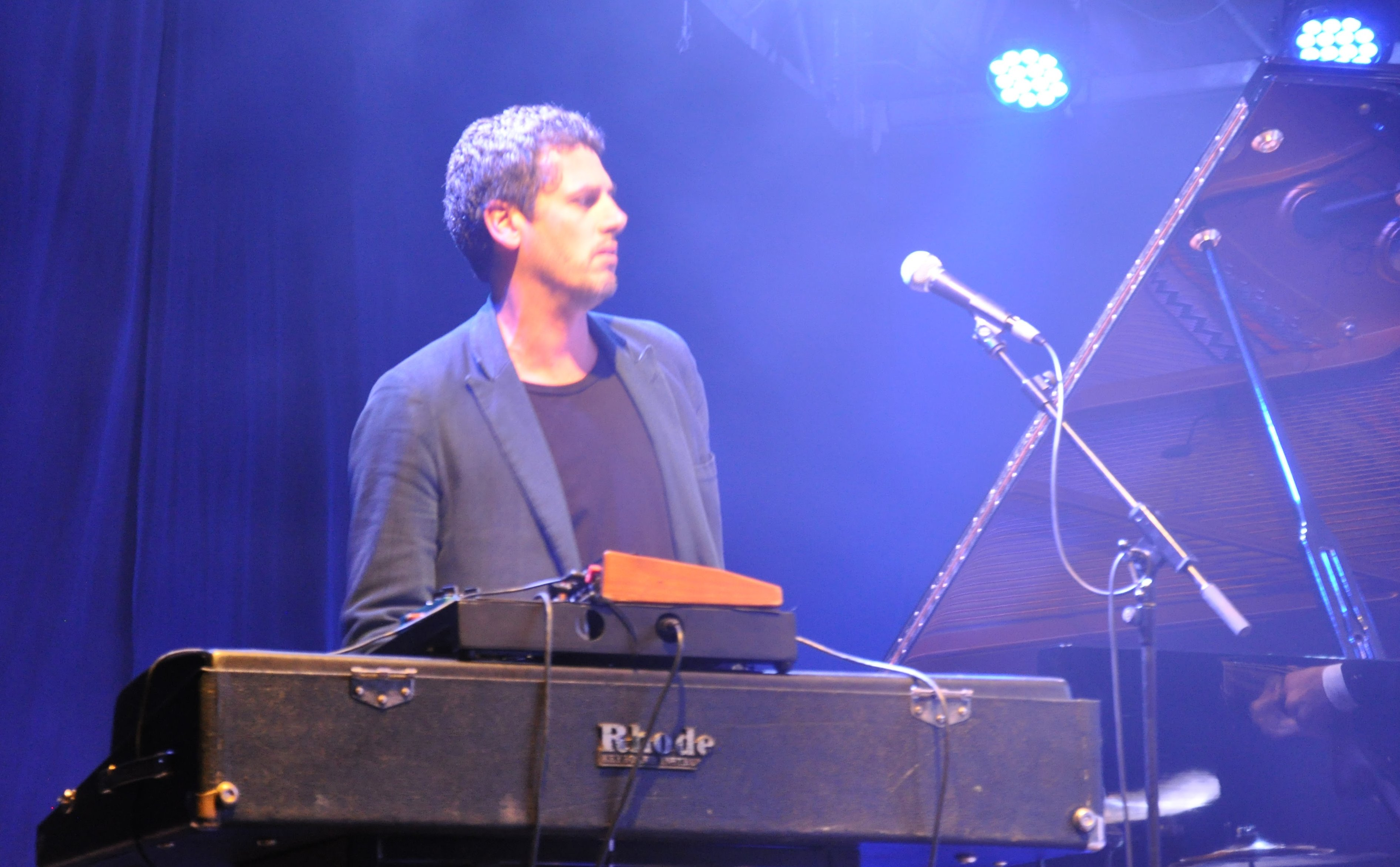
Frank Woeste

Frank Woeste (* 1976 als Frank Wöste in Hannover) ist ein deutsch-französischer Jazzpianist (Klavier, Fender Rhodes), der vor allem in Frankreich tätig ist.

## Leben und Wirken
Woeste hatte klassischen Klavierunterricht am Konservatorium in Bremen. Sein Interesse für Jazz begann mit 16 Jahren als Austauschschüler in den USA; er spielte dann als Jugendlicher in einem lokalen Jazzclub Bremens und wurde ab 1993 als Jungstudent an der Hochschule für Künste Bremen ausgebildet. Auch war er Mitglied des Landesjugendjazzorchesters Niedersachsen. Nach dem Abitur an der Cäcilienschule Wilhelmshaven 1995 nahm er 1996 sein Studium an der American School of Modern Music in Paris auf. Er setzte sein Studium 1997 bis 2001 am Pariser Conservatoire National Superieure de Musique fort. Zwischen 1997 und 1999 war er zudem Mitglied des Bujazzo und spielte dann mit Ed Kröger. Danach wirkte er in der Pariser Jazzszene unter anderem mit dem Trompeter Médéric Collignon, mit dem er seit über einem Jahrzehnt zusammenspielt, und der Sängerin Youn Sun Nah (auf deren Album Reflet, Sony 2001).
2003 gründete er ein eigenes Trio mit Mathias Alamane (Bass) und Mathieu Chazarenc (Schlagzeug); 2004 erschien sein Debütalbum als Solo-Pianist (Outward, Improvisationen über Chopin).  2005 erschien sein Debütalbum Mind at Play (Challenge Records) mit seinem Trio, mit dem er auch auf französischen Jazzfestivals spielt und im Auftrag des französischen Kulturinstituts durch Asien und den Mittleren Osten tourt. 2007 folgte das zweite Album  des Trios Untold Stories. Mit dem Kammerensemble Reverso, das er mit dem Posaunisten Ryan Keberle bildete und durch den Cellisten Vincent Courtois und den Schlagzeuger Jeff Ballard verstärkte, entstand 2016 das Album Suite Ravel. Reverso widmete sich auf dem Folgealbum The Melodic Line (Outhere 2020) (wieder mit Courtois) der Musik der Groupe des Six.
Woeste spielte im Quartett Jus de Bocse von Collignon, unter anderem auf dem Album Porgy and Bess (2005) und Shangri Tunkashi La (2009), mit der Band des Trompeters Ibrahim Maalouf und mit der des Trompeters Flavio Boltro. Zwischen 2013 und 2015 gehörte er zur Band von Ibrahim Maalouf, mit dem er drei Alben einspielte. Weiter spielte er unter anderem mit Malik Mezzadri (der auf 2011 seinem Album W-Double You zusammen mit Collignon und dem Trio von Woeste spielt, mit Jerome Regard am Bass, überwiegend mit eigenen Kompositionen von Woeste), Aldo Romano, Stéphane Belmondo, Gretchen Parlato, Michel Portal, Dave Douglas, John Scofield, André Ceccarelli, Till Brönner, Louis Sclavis, Rosario Giuliani, Markus Stockhausen, Peter Weniger, Ignaz Dinné, Natacha Atlas (Myriad Road) und Sylvain Luc.
Woeste spielte unter anderem auf dem Festival International de Jazz de Montréal, Jazz in Marciac, dem Paris Jazzfestival, Jazz à Vienne, dem London Jazz Festival, dem von Salzau, dem JVC Jazzfestival in Seoul und dem Ginza Jazzfestival in Tokio.

## Preise und Ehrungen
Woeste gewann 1998 den ersten Preis bei Jazz á Mennecy und 1999 den ersten Preis beim Concours Charles Trenet in St. Maur. 2003 gewann er den zweiten Preis beim Internationalen Klavierwettbewerb in Montreux (Steinway Preis) und den ersten Preis beim Crest Festival. Sein Trio gewann den zweiten Preis bei Jazz Hoeilaart in Belgien und auf dem Europäischen Jazzwettbewerb in Getxo in Spanien. 2005 war das Trio auf der Revelation von Jazz à Juan nominiert. Woeste wurde 2011 fûr die französischen Victoires du Jazz nommiert.
Er war Stipendiat des French-American Jazzexchange 2014 zusammen mit dem Trompeter Dave Douglas und Stipendiat des French-American Jazzexchange 2015 mit Ryan Keberle.

## Diskographie (Auswahl)
- Outward (2004, Sony; solo)
- Frank Wöste, Uwe Steinmetz, Eric Schaefer: Songful (2004, ArtPURecords)
- Frank Woeste Trio: Mind at Play (2005, Challenge Records)
- Frank Woeste Trio: Untold Stories (2007, Challenge Records)
- W Double You (2011, Worldvillage/Harmonia Mundi)
- Pocket Rhapsody (2016, ACT Music, mit Ben Monder, Justin Brown)
- Dave Douglas / Frank Woeste: Dada People (2016, Greenleafmusic, mit Matt Brewer, Clarence Penn)
- Pocket Rhapsody II (ACT, 2020)